# Rudolf Frentz
Rudolf Rudolfovich Frentz (en russe : Рудо́льф Рудо́льфович Фре́нц) est un peintre russe puis soviétique né le 23 juillet 1888 (4 août dans le calendrier grégorien) et mort le 27 décembre 1956 qui a vécu à Saint-Pétersbourg. Il a été professeur à l'Académie d'art et d'industrie Stieglitz et à l'Institut de peinture, de sculpture et d'architecture Ilia Répine. Il a fait partie de La Communauté des peintres, société active de 1908 à 1930 à Saint-Pétersbourg.

## Œuvre
On lui doit le tableau intitulé L'Amazonka (ru) daté de 1925, portrait d'une jeune femme montant un cheval en amazone.